# توجيه الأطفال ذوي الاحتياجات الخاصة
يساعد دمج الأطفال ذوي الأحتياجات الخاصة مع الأطفال العاديين على ان يكونو فاعلين في مجتمعهم كما يساهم في تحفيزهم للتعلم وزيادة تقبل المجتمع لهم.

## الدمج
مفهوم الدمج: هو عبارة عن إشارك الأطفال ذوي الأحتياجات الخاصة مع الأطفال العاديين في غرفة صفية واحدة.

### دور المعلمة
يستوجب على المعلمة أن تكون صبورة، ملمة بأحتياجات هؤلاء الأطفال، تركز على مواطن القوة لا مواطن الضعف وتكون إيجابية وان تخبر الأطفال العاديين عن احتياجات هؤلاء الأطفال لأن بعض الأطفال العاديين قد يخاف منهم ظناً ان لديهم مرض معدي، وتشجع الأطفال على مساعدتهم «ذكري الأطفال بأن المساعدة تقدم عند الحاجة لها فقط».

## الخطة التربوية الفردية
يجب مراعاة عند كتابة خطة لأطفال ذوي احتياجات خاصة أن يكون لكل طفل خطة خاصة به، بمعنى ان تكون كتبة من أجله، وتتم كتابة هذه الخطة بالاشتراك مع الوالدين، المعلمة، خبراء مختصين ومدة هذه الخطة أثنا عشر شهرًا.

## مقتراحات تعليمية
1. التحدث مع الطفل بصوت منخفض والجلوس على مستوى نظره.
2. عند تقديم نشاط للأطفال فيجب استخدام الخبرات المحسوسة فهذا يسهل عليهم فهم هذا النشاط فمثلا عند إعطاء خبرة عن النباتات فيجب إحظار نباتات إلى الغرفة الصفيه أو أخذ الأطفال في رحلات تسهم في زيادة خبراتهم المباشرة
3. التنوع في أدوات اللعب.
4. عدم ترك طفل ذوي احتياجات خاصة يلعب بمفردة وإشراكه تدريجياً مع الأطفال الاخرين.[1]